# Imagine (album của Armin van Buuren)
Imagine là album phòng thu thứ ba của nhà sản xuất trance Hà Lan và DJ Armin van Buuren, phát hành vào ngày 18 tháng 4 năm 2008 bởi Armada Music. Các album vào Dutch album chart tại số một, là lần đầu tiên một nghệ sĩ nhạc dance trong Dutch music history. Tại Mỹ, nó đứng vị trí số bốn trên Billboard Dance/Electronic Albums chart.
Bài hát đầu tiên "Going Wrong" ra mắt vào van Buuren của A State of Trance radio show. Bài hát thấy sự hợp tác của Armin van Buuren với DJ Shah và Chris Jones. Và iTunes, "If You Should Go" được cung cấp như là một bonus track cùng với Inpetto vs Duderstadt phiên bản đó là chỉ cho đặt hàng trước. "In and Out of Love", có tính năng Sharon den Adel từ các ban nhạc Within Temptation, đã trở thành đĩa đơn thứ hai từ Imagine. Video của nó đã được xem hơn 150 triệu lần trên YouTube. Album này cũng sinh ra ba đĩa đơn hơn: "Unforgivable" tính năng Jaren, "Fine Without You", một sự hợp tác với ca sĩ Jennifer Rene, và "Never Say Never" tính năng Jacqueline Govaert.

## Danh sách bài hát
| STT | Nhan đề                                            | Sáng tác                                           | Thời lượng |
| --- | -------------------------------------------------- | -------------------------------------------------- | ---------- |
| 1.  | "Imagine"                                          | Armin van Buuren Eller van Buuren Geert Huinink    | 9:27       |
| 2.  | "Going Wrong" (with DJ Shah featuring Chris Jones) | van Buuren Roger P. Shah Chris Jones               | 5:36       |
| 3.  | "Unforgivable" (featuring Jaren)                   | van Buuren de Goeij Jaren Cerf                     | 8:03       |
| 4.  | "Face to Face"                                     | van Buuren de Goeij                                | 7:30       |
| 5.  | "Hold on to Me" (featuring Audrey Gallagher)       | van Buuren de Goeij Audrey Gallagher               | 7:16       |
| 6.  | "In and Out of Love" (featuring Sharon den Adel)   | van Buuren de Goeij Sharon den Adel                | 6:01       |
| 7.  | "Never Say Never" (featuring Jacqueline Govaert)   | van Buuren de Goeij Jacqueline Govaert             | 6:59       |
| 8.  | "Rain" (featuring Cathy Burton)                    | van Buuren de Goeij Cathy Burton Broekhuyse Nitzan | 7:10       |
| 9.  | "What If" (featuring Vera Ostrova)                 | van Buuren de Goeij Vera Ostrova                   | 7:18       |
| 10. | "Fine Without You" (featuring Jennifer Rene)       | van Buuren Jennifer Rene                           | 6:26       |
| 11. | "Intricacy"                                        | van Buuren Sean Tyas                               | 7:07       |

| iTunes Store bonus tracks | iTunes Store bonus tracks                       | iTunes Store bonus tracks    | iTunes Store bonus tracks |
| STT                       | Nhan đề                                         | Sáng tác                     | Thời lượng                |
| ------------------------- | ----------------------------------------------- | ---------------------------- | ------------------------- |
| 12.                       | "If You Should Go" (featuring Susana)           | van Buuren Broekhuyse Nitzan | 7:48                      |
| 13.                       | "The Sound of Goodbye" (Simon and Shaker remix) | van Buuren Broekhuyse Nitzan | 8:31                      |

### Bảng Xếp Hạng
| BXH(2008)                     | vị trí cao nhất |
| ----------------------------- | --------------- |
| Album Hà Lan (Album Top 100)  | 1               |
| Album México (Top 100 Mexico) | 39              |
| Album Ba Lan (ZPAV)           | 32              |
| Album Hoa Kỳ Billboard 200    | 157             |